# Niccolò Machiavelli
Niccolò di Bernardo dei Machiavelli (Florence, 3 mei 1469 – aldaar, 21 juni 1527) was een Italiaanse diplomaat, politiek filosoof, militair strateeg, historicus, dichter, toneelschrijver en humanist gevestigd in Florence tijdens de Italiaanse renaissance. Hij geldt als de grondlegger van de moderne politieke wetenschappen. Hij was secretaris van de Tweede Kanselarij van de Florentijnse Republiek van 1498 tot 1512, toen de Medici hun macht respectievelijk al verloren hadden maar deze later zouden herwinnen. 
De vorst, dat in eerste aanleg een handgeschreven traktaat was ten behoeve van een telg van de familie dei Medici, behoort tot literaire categorie vorstenspiegel. Pas na zijn dood werd het uitgegeven. Vanwege de controversiële inhoud werd het Machiavelli's bekendste boek. Hij schreef het in de periode 1513-1515.

## Leven
De Italiaanse stadstaten beleefden volgens Machiavelli in die jaren een rampzalige tijd, vooral sinds in 1494 de Italiaanse Oorlogen begonnen toen de Franse koning Karel VIII met zijn legers over de Alpen Italië binnentrok, waartegen de Italiaanse staten en staatjes vrijwel geheel machteloos stonden. Deze bedreiging zou tot 1559 duren. In de geschiedenis van het oude Rome, zoals die onder andere beschreven is door Titus Livius, zag Machiavelli hoe bedreigingen van buiten wél het hoofd geboden konden worden. De weerslag hiervan is zijn uitgebreide tractaat I Discorsi.
Zijn leven lang probeerde Machiavelli Italië aan te sporen om zich te bevrijden van buitenlandse heersers. Hiervoor bezat hij wel de kennis en het inzicht maar niet de macht. Zij die wel macht bezaten wilden zijn kennis noch inzichten dienaangaande gebruiken.
In juni 1498, na de afzetting en executie van boeteprediker en stichter van de Florentijnse republiek Girolamo Savonarola, benoemde de raad de 29-jarige Machiavelli tot secretaris van de Tweede Kanselarij  van de republikeinse stad-staat. Hij werd tevens secretaris van de Raad van Tien, het voornaamste militaire orgaan van Florence. Deze belangrijke functies, waarvoor hij een laag salaris ontving, bekleedde hij tot 1512.
Als hoofd van de Tweede Kanselarij was Machiavelli verantwoordelijk voor vraagstukken aangaande het grondgebied en voor de buitenlandse politiek. Florence was sinds vier jaar een republiek, nadat de burgers de laatste erfelijke Heer van Florence Pierro de' Medici hadden afgezet. Vijf dagen voor het aantreden van Machiavelli in mei 1498 was hij ooggetuige van de terechtstelling van de stichter van de republiek, Girolamo Savonarola, die aan het rad uitgerekt en levend verbrand werd op het Piazza della Signoria na het einde van de Eerste Italiaanse Oorlog.
Alhoewel hij met zijn speelse natuur in Florence bekendstond om zijn gebrek aan respect voor alles en iedereen, opereerde hij als politicus en diplomaat zeer serieus. Machiavelli was ervan overtuigd dat alleen een sterke staat zijn burgers kan beschermen. Echte oorlogen en de dreigingen daarvan waren destijds een constant gegeven. Enkel een krachtig uitgebouwde staat kon zich tegen interventies van andere te weer stellen, zoals Venetië en Napels en grote mogendheden zoals het Heilige Roomse Rijk, Frankrijk en Spanje.
Hoewel Florence rijk was, wilden de burgers van deze stad-staat niet investeren in een eigen leger. De stad-staat werd daarom militair niet serieus genomen door de grote mogendheden. De stad probeerde in de meeste conflicten neutraal te blijven, maar als zij dat iets te lang bleef, moest ze niet-zelden haar vrijheid afkopen met grote geldsommen (gouden dukaten). Daardoor ging Florence ook internationaal door als plek waar geldelijk veel te winnen viel. Het stadsbestuur was besluiteloos en wachtte af en koos voor het compromis door elke dreiging af te kopen. Machiavelli begreep dat die situatie niet kon blijven duren; het geld van de rijke maar weerloze natie zou uiteindelijk niet voldoende zijn om haar te redden. Hij wilde een militie, geen huursoldaten, gevormd uit burgers die de republiek trouw zouden zijn.
Via een omweg kreeg Machiavelli toestemming van de Grote Raad om hiervoor manschappen te rekruteren, boeren uit de omgeving van de stad, hoewel de adel zich tegen dit besluit verzette. Machiaveli zette echter door en op 15 februari 1506 liet hij 400 boeren door de straten marcheren in “een wit wambuis, een paar wit-rode kousen en witte baret, schoenen en een ijzeren kuras”. In 1509 slaagde hij erin Pisa te heroveren.
Toen Florence betrokken raakte bij de Oorlog van de Liga van Kamerijk tussen paus Julius II en koning Lodewijk XII van Frankrijk, bleef de stad tegen het advies van Machiavelli in te lang neutraal. Toen de Fransen zich terugtrokken rekenden de troepen van de Heilige Liga met de Florentijnen af en hielpen De Medici opnieuw aan de macht. De overtuigde republikein Machiavelli belandde hierdoor in 1513 in de gevangenis, waar hij gemarteld werd op verdenking van verraad jegens het nieuwe bewind, maar uiteindelijk werd hij op grond van collectieve amnestie vrijgelaten.
Na zijn vrijlating werd hij tijdelijk verbannen en trok zich terug op zijn boerderij Sant'Andrea in Percussina aan de weg naar Siena. Machiavelli wilde zijn ambt weer terug alsof er niets gebeurd was. Hij was de facto werkloos, uit op herstel en op zoek naar een nieuwe betrekking. Met het doel de nieuwe machthebber De Medici als beoogd nieuwe broodheer te behagen, schreef hij een 'sollicitatiebrief' in de vorm van een traktaat Il Principe geheten. Als politicus wilde hij vooral een pragmaticus zijn in tegenstelling tot de toen heersende doctrine dat een machthebber altijd de weg van de deugd moest bewandelen. Daarbij speelde hij vooral zijn ervaringen in de toenmalige Italiaanse en buitenlandse politiek uit. Men moest goed zijn zolang het kon, maar anders een vos, om de vallen te kennen, en een leeuw, om de wolven af te schrikken. Machiavelli vond het woord Realpolitik niet uit, maar schreef er wel de eerste goede handleiding over.
Hij stierf zes weken na de beruchte Plundering van Rome in 1527 door de Duitse, veelal lutherse troepen van keizer Karel V tijdens de Oorlog van de Liga van Cognac. Zijn grafmonument bevindt zich in de Santa Croce-basiliek, met opschrift "Tanto nomini nullum par elogium" (geen lof is toereikend voor zo een naam).

## Werken

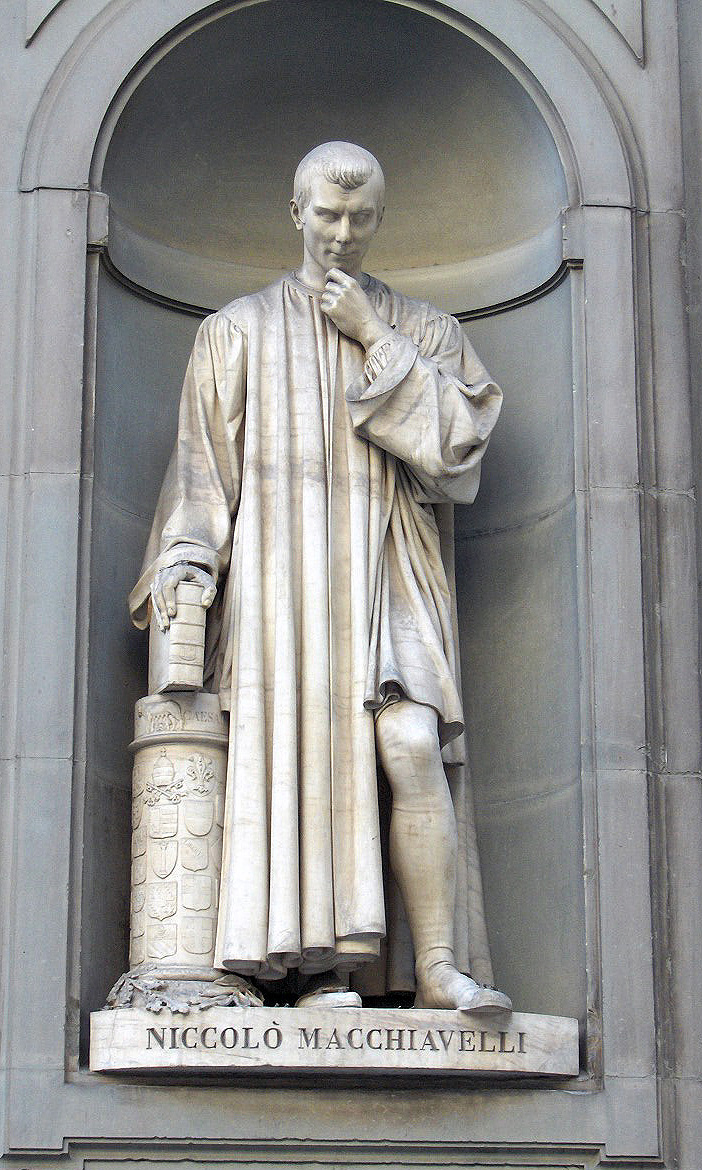
Standbeeld in de Uffizi, Florence

In de periode 1513-1515 schreef hij Il Principe (in het Nederlands vertaald als De vorst maar ook als De heerser), een boek dat nog steeds gelezen wordt. De hoofdmoot van het boek wordt gekenmerkt door utilistisch denken: het doel heiligt de middelen. Dit staat ook wel bekend als consequentialistische ethiek. Dit is het tegenovergestelde van de deontologische ethiek, die naar de ethische aanvaardbaarheid van daden op zich kijkt. Centraal in Il Principe is het begrip Virtù, wat eerder op politieke daadkracht van een man (Latijn: vir) duidt dan op deugd. Prinsen werden hierin gemaand niet te zacht te zijn en steeds het belang van de staat voor ogen te houden. Gesteld voor de keuze om geliefd te zijn of gevreesd, zou een prins er steeds voor moeten kiezen om gevreesd te zijn. Als rolmodel voor een prins die Virtù bezat stelde Machiavelli de gevreesde Cesare Borgia voor. Zijn enige tijdens het leven gepubliceerde werk Dell'arte della guerra handelt over militaire wetenschap in al zijn praktische consequenties.

Omvangrijker en misschien ook belangrijker dan Il Principe zijn de Discorsi, voluit de Discorsi sopra la prima deca di Tito Livio (Verhandelingen over de eerste tien boeken van Titus Livius). Het is niet precies bekend wanneer deze geschreven zijn, maar Machiavelli's eigen verwijzing ernaar in zijn Il Principe (hoofdstuk II) geeft aan dat de Discorsi reeds voor 1513 geschreven moeten zijn. Zijn denkbeelden over macht en politiek gaan door als het voorbeeld van de cynisch-realistische benadering van politieke macht.
Het enige traktaat dat bij Machiavelli's leven in druk verscheen is De krijgskunst (Dell'arte della guerra) uit 1521, dat is opgenomen in verzameling (in het Nederlands) van Machiavelli's politieke geschriften die vanaf september 2018 - aan de vooravond van het Machiavelli-herdenkingsjaar 2019 - opnieuw in druk zou verschijnen.
Machiavelli schreef niet in het Latijn maar in het Italiaans, meer bepaald het Florentijns of het Toscaans van zijn eigen tijd.

## Evaluatie
Als diplomaat bewees Machiavelli goede diensten aan zijn meesters. Als militair deskundige speelde hij een beslissende rol in de (tijdelijke) onderwerping van Pisa, de opstandige vazalstad van Florence. Desondanks kon hij het verval van Florence niet verhinderen. Vijf jaar na Machiavelli's dood hield Florence op als soevereine stadstaat te bestaan. 
Biografen omschrijven Machiavelli's karakter als open en loyaal, scherpzinnig en ook cynisch, onhandig en sociaal zwak. Zijn belangrijkste werk Il Principe - een min of meer 'sollicitatiewerk' bedoeld om in de gunst te komen van een voorname telg van de regerende Florentijnse familie dei' Medici, dat door Machiavelli  niet was bedoeld voor publicatie en dat pas na zijn overlijden alsnog in druk verscheen - zorgde voor eeuwige bekendheid en roem. Het werd het meest invloedrijke en beruchte politieke traktaat ooit.
De Engelse kardinaal Reginald Pole - familielid van koning Hendrik VIII van Engeland - beschouwde Machiavelli's Il Principe - dat tot het literaire genre 'vorstenspiegel' behoort - als een listige poging tot het doen plegen van politieke zelfmoord door de regerende Medicivorst indien hij Machiavelli's opvattingen in de  praktijk zou hebben gebracht, hetgeen niet gebeurd is.
Machiavelli projecteerde als eerste het principe van regeren als Realpolitik, zonder enig godsdienstige of levensbeschouwelijk voorbehoud of uitgangspunt, waarbij voor hem vaststond dat hierin geen zinvolle overtuiging kan bestaan zonder strategische onderbouwing en zonder beredeneerde inschatting van de mogelijke gevolgen.

## Niccolò Machiavelli in de hedendaagse cultuur
Machiavelli speelt een grote rol in de reeks van de onsterfelijke Nicolas Flamel van de Ierse schrijver Michael Scott. Hij is daarin het onsterfelijke hoofd van de Assemblée Nationale.